# レインジャー6号
レインジャー6号(英語: Ranger 6)はNASAのレインジャー計画で製作され、打ち上げられた月探査機。月面への衝突軌道と衝突前の数分間の月面の高解像度の写真の送信を達成するために設計された。これらの目標を達成するために6台のテレビビジコンカメラ、2台の広角カメラ(channel F)、4台の狭隅角カメラ(channel P)が取り付けられていた。カメラは2つの別々のネットワークかチャンネルに配置され、それぞれ自己完結型の別々の電源、タイマー、通信機などを持ち、このため最大限の信頼性と画像を得る確立が持たされていた。他の実験装置は乗せられていなかった。こうした計画であったにもかかわらず、カメラシステムの故障によって画像を入手することはできなかった。しかし、目標の一つである月面への衝突は果たした。

## 設計
レインジャーの6号機より後の機体は計画後期のブロック3と呼ばれる形式である。6号機は推進、電源ユニットの上に載る6角形で1.5m程度の大きさのアルミフレームを基礎として上部にはテレビカメラを載せた先端のきられたような円錐形の塔が上に乗せられている。739mm×1537mmの2枚の太陽光パネルが基礎の下部から両側に伸びており、翼長は4.6mであった。高利得パラボラアンテナは蝶番で基部の太陽光パネルから離れた角につけられていた。円筒形の準無指向性アンテナは塔状部の最上部に取り付けられていた。全高は3.6m程度であった。
コース中間での弾道修正用推進は推力224Nのヒドラジン単元推進薬エンジンによって行われた。このエンジンは4ジェット翼ベクトル制御であった。指向と3軸の姿勢制御は3つのジャイロ、4つの主要太陽センサ、2つの副太陽センサ、地球センサによるシステムと連動する12基の窒素ガスジェットによって行われた。電源は9792枚の珪素製の太陽光電源セルによって供給されており、2.3平方メートルの面積で200Wの電力が生成できた。1200ワット時の銀亜鉛電池は定格26.5Vで9時間分の容量を持っており、それぞれに分離していた通信テレビカメラ網に電力を供給した。1000ワット時の銀亜鉛電池は宇宙機の運用のために電力を供給した。
通信は準無指向性低利得アンテナとパラボラ高利得アンテナを介していた。船内の通信装置は959.52MHzの60WTVチャンネルF、960.05MHzの60WTVチャンネルP、960.58MHzの3W応答機チャンネル8などが存在した。通信装置は高利得アンテナを介しての画像の転送のために、カメラ通信装置からの混合式ビデオ信号はRF信号に変換された。十分なビデオ帯域幅は狭隅角、広角テレビ画像の両方での早いフレーミングシーケンスを可能にした。

## 経過

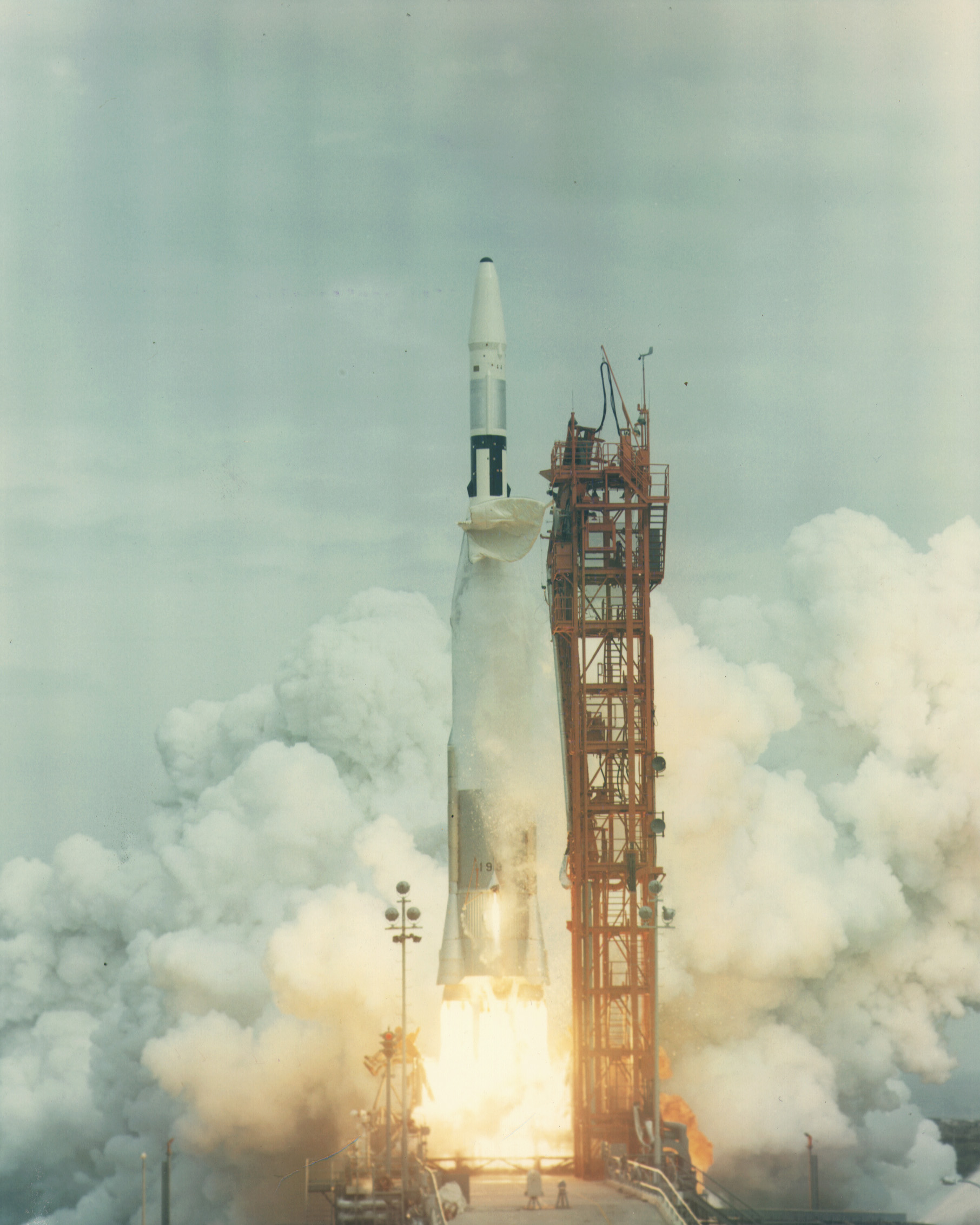
レインジャー6号の打ち上げ

レインジャー6号は宇宙待機軌道に打ち上げられた後、2度目のアジェナの点火で月遷移軌道に投入された。地上からの操作で飛行の早い時期に中間軌道補正に成功した。1064年2月2日、打ち上げから65.5時間後、レインジャー6号は静かの海の東端に衝突した。衝突前の表面に対するレインジャーの向きは正しかったものの、ビデオ信号を受け取ることはできず、カメラデータも得られなかった。検討委員会はもっとも可能性が高い失敗原因は打ち上げおおよそ2分後のブースターエンジン分離中、67秒間にわたって意図せずオンになった時のテレビ電源システムの弧絡であるとした。
月面衝突を目指す試みは成功に近い結果となった。レインジャー6号は最初のブロック3系の探査機であり、月環境の汚染を避けるために滅菌した6台のテレビカメラが積まれていた。この形式はソーラーパネルのように展開するシステムが取り入れられ将来のより野心的ミッションに利用できる惑星間探査機のためのテスト機として役立った。ブロック2で積まれていた衝突カプセルに変えてブロック3では173kgのTVユニットを積んでいた。6台のカメラは2台の全スキャンカメラと4台の部分スキャンカメラだった。レインジャー6号は月への飛行に成功し、スケジュール通り2月2日の9時24分32秒に月面へ衝突した。不幸にもテレビカメラ群への電源供給は発射後のアトラスブースター分離時に短絡しており、システムは動作不能のままであった。本来ならカメラは月面1448kmの範囲に近接して6.4kmの範囲の高解像度写真を送信し、その写真はアポロ計画を支える予定であった。機体は月面座標北緯9度24分、東経21度30分に衝突した。

## 装置
| Instruments   | Instruments                |
| ------------- | -------------------------- |
| テレビカメラ: | 月面の接近画像の撮影と送信 |

## 註
1. ↑  Lunar impact: A history of Project Ranger (PDF) 1977 p237